# Johann Gregor Höroldt

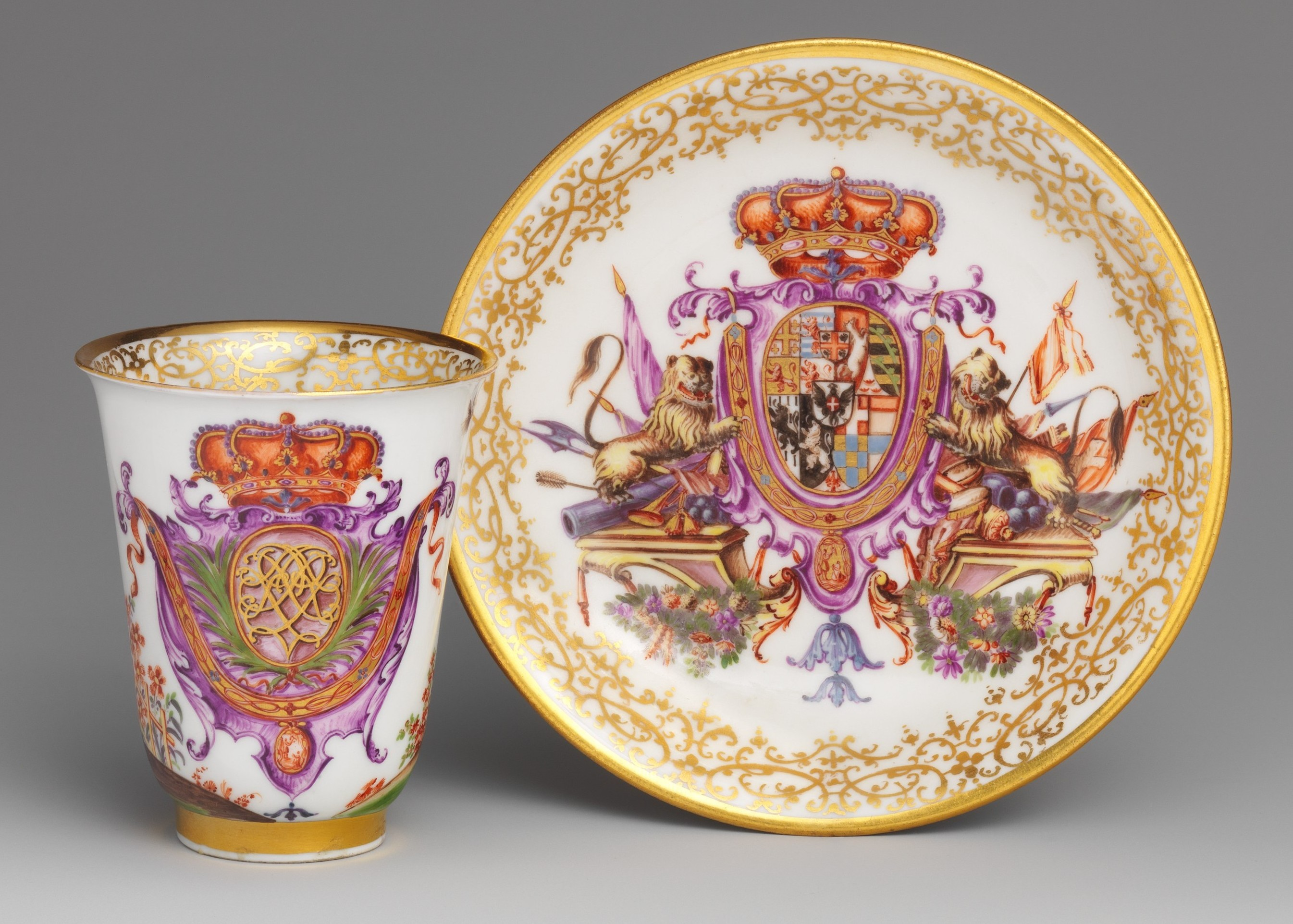
Puchar i spodek z serwisu podarowanego w 1725 przez Augusta II (1694–1733) Wiktorowi Amadeuszowi II (1675–1730). Zachowana dokumentacja wprost wskazuje Höroldta jako autora dekoracji zdominowanej przez herb Wiktora Amadeusza. Metropolitan Museum of Art

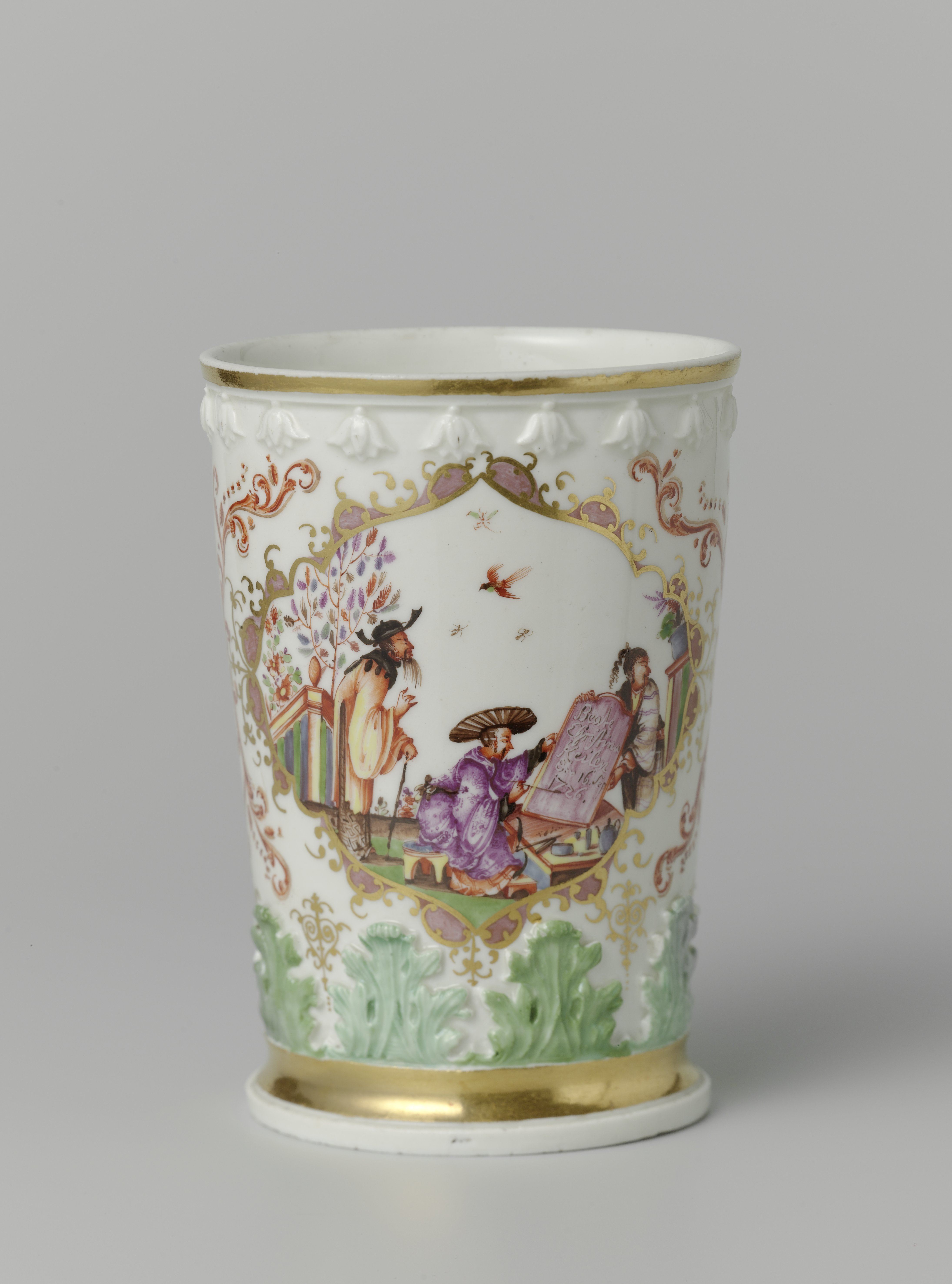
Puchar dedykowany przez Höroldta swojej teściowej Beate Kiel, o czym świadczy dekoracja z Chińczykiem malującym na tabliczce tekst „Beate Christina Keilen den 16. Sep 1726”. Rijksmuseum

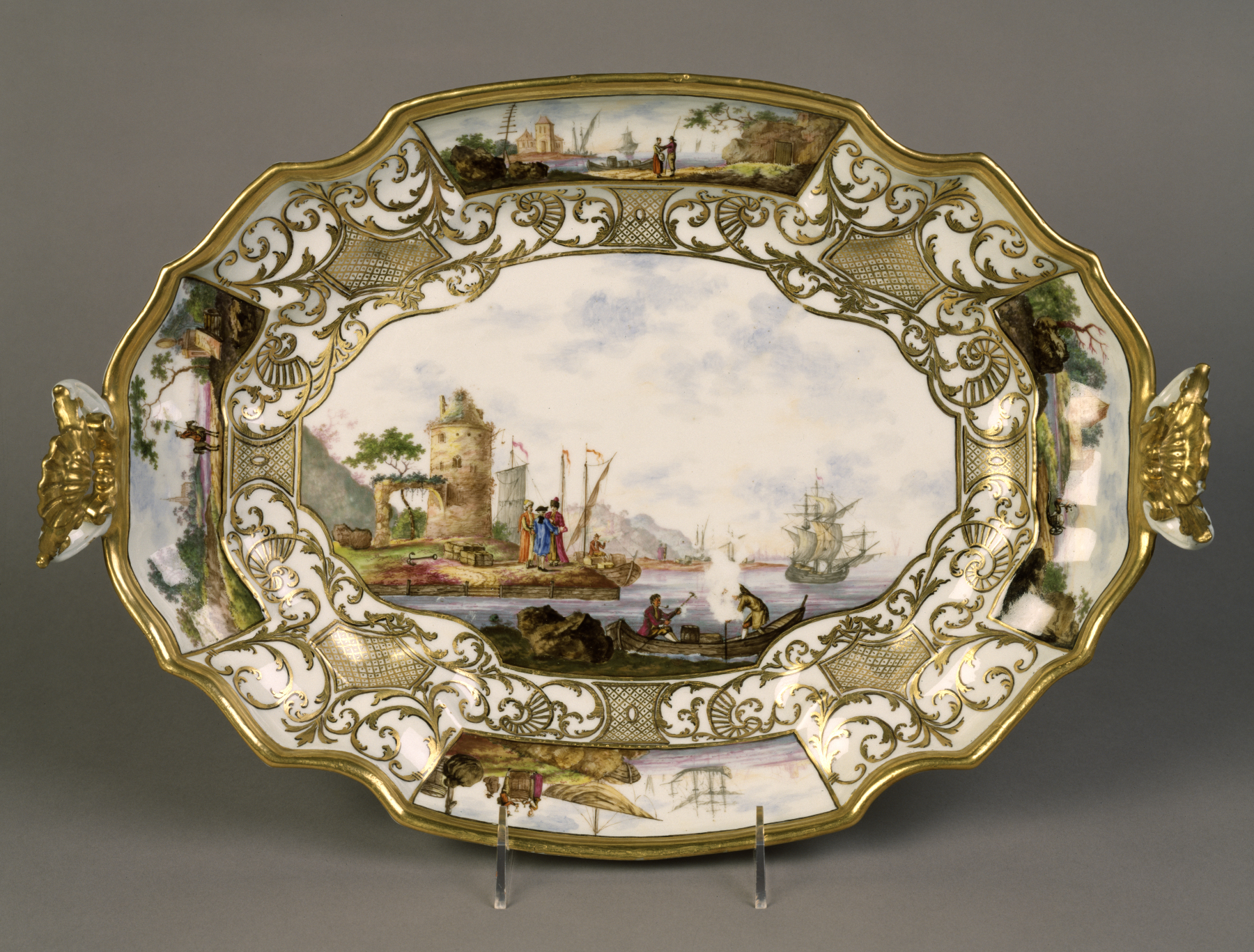
Półmisek z miniaturą w stylu Johanna Gregora Höroldta ujętą w obramowanie typu Laub und Bandelwerk, ok. 1735. Walters Art Museum

Johann Gregor Höroldt (albo Herold, Heroldt) (ur. 6 sierpnia 1696 w Jenie, zm. 26 stycznia 1775 w Miśni) – niemiecki malarz porcelany, odpowiedzialny za ustalenie metod produkcji i dekoracji miśnieńskiej porcelany, które stały się wzorem dla europejskich wytwórców porcelany.
Prawdopodobnie początkowo kształcił się jako malarz w Strasburgu, by potem pracować jako projektant gobelinów w Wiedniu. W kwietniu 1720 został sprowadzony do Drezna przez arkanistę Samuela Stöltzela i jeszcze w tym samym roku powierzono mu kierownictwo pracowni malarskiej w Miśni. Przez następne półwiecze miał pozostać dominującą figurą w dziedzinie dekoracji porcelany wychodzącej z miśnieńskiej manufaktury. Był odpowiedzialny za rekrutację i trening zespołu malarzy oraz rozwój używanych barw. Pomiędzy 1720 a 1731, oprócz udoskonalenia podszkliwnego błękitu wynalezionego przez Davida Köhlera (zm. 1722) stworzył szesnaście nowych kolorowych emalii, które uzupełniły lub zastąpiły matowe, „zadymione” barwy używane za czasów Johanna Friedricha Böttgera (zm. 1719). W trakcie tej dekady ustanowił także podstawy efektywnego działania swojego zakładu, ponieważ zaś dekoracja porcelany była wówczas w Europie całkowitą nowością, ustanowił tym samym wzorzec działania dla wszystkich innych europejskich producentów porcelany.
W swojej dekoracji początkowo Höroldt blisko naśladował wzorce chińskie i japońskie, korzystając z bogatej kolekcji wschodnioazjatyckiej porcelany posiadanej przez Augusta II (1694–1733). Z artystycznego punktu widzenia okazało się to drogą donikąd, ale szczególnie jego naczynia w stylu Kakiemon wywarły trwały wpływ na późniejszą europejską porcelanę. Z nich także wywodził się wprowadzony przez Höroldta wzór znany jako indianische Blumen (indyjskie kwiaty), który był łączony z urokliwymi chinoiserie. Wiele z nich zostało narysowanych przez samego Höroldta i zachowanych w szkicowniku znanym jako Kodeks Schultza (obecnie w Muzeum Sztuk Użytkowych w Lipsku), stosowanym w Miśni jako wzornik motywów dekoracyjnych. Malowane pod kierunkiem Höroldta sceny były zazwyczaj obwiedzione rozbudowanym złotym ornamentem w formie tzw. Laub und Bandelwerk (liściasto-taśmowego) (zobacz ilustracja).
Po przybyciu do Miśni Johanna Joachima Kändlera (1731) i powołaniu go na kierownika modelarni w 1733 Höroldt przestał odgrywać dominującą rolę w manufakturze i wdał się w zaciekły spór z nowym modelarzem co do kształtu i dekoracji naczyń. W trakcie swojej kariery Höroldt zbudował wokół siebie imponujący zespół dekoratorów, do których zaliczali się znakomici malarze, tacy jak Phillip Emmanuel Schindler (ur. 1695), krewny Höroldta Christian Friedrich Herold (zm. 1779), Bonaventura Gottlieb Hauer oraz Johann Georg Wagner (zm. 1797). Bardzo trudno jest spotkać autentyczne prace Höroldta, prawdopodobnie dlatego, że zajmowane przez niego stanowisko pozostawiało mu mało czasu na malowanie, tak że ograniczał się przeważnie do projektowania dekoracji i do nadzoru przy ich wykonaniu. Do nielicznych sygnowanych przez niego dzieł należą naczynia dedykowane jego żonie Racheli Eleonorze Höroldt oraz teściowi Gottfriedowi Kiel. Egzemplarze datowany na 1724 dla Kiela oraz na 1726 dla Beate Kiel znajdują się w Rijksmuseum (zobacz ilustracja) oraz Muzeum Brytyjskim